# Erwin Mulder
Erwin Mulder (ur. 3 marca 1989 w Pannerden) holenderski piłkarz występujący na pozycji bramkarza w holenderskim klubie sc Heerenveen.
Mulder dołączył do młodzieżowych drużyn Feyenoordu w 2004 roku. W 2006 roku ówczesny trener Portowców, Erwin Koeman zdecydował się włączyć Muldera do pierwszego zespołu. Wówczas kontuzjowana była dwójka bramkarzy Feyenoordu Sherif Ekramy i Patrick Lodewijks. Mulder nie zadebiutował jednak w tamtym sezonie w lidze, ponieważ bramki Feyenoordu strzegł Henk Timmer. W styczniu 2007 roku, Erwin udał się wraz z resztą zespołu na zgrupowanie do Turcji, gdzie piłkarze Kameraden zagrali w towarzyskim turnieju EFES Pilsen Cup. 
W sezonie 2007/2008 Mulder był trzecim bramkarzem drużyny. Także w tym sezonie Mulder zadebiutował w Eredivisie. Miało to miejsce 22 grudnia 2007, a przeciwnikiem Feyenoordu był Heracles Almelo. W latach 2008–2009 był wypożyczony do Excelsioru. W 2015 przeszedł do Sc Heerenveen.